# TIKI BUN / Shabadabadoo～ / 回首的美人
《TIKI BUN / Shabadabadoo～ / 回首的美人》（TIKI BUN / シャバダバ ドゥ〜 / 見返り美人）是日本的女子偶像組合早安少女組。'14的第57张单曲。2014年10月15日由zetima发售。

## 概要
- 「TIKI BUN / Shabadabadoo～ / 回首的美人」是早安少女組。'14第二張3A單曲，亦是六期成員道重沙由美的畢業單曲。
- 十二期成員尾形春水、野中美希、牧野真莉愛和羽賀朱音已加入但沒有參與此單曲。
- 「Shabadabadoo～」是六期成員道重沙由美的獨唱曲，是繼高橋愛的「帶著自信與夢想起飛」、新垣里沙的「笑顏和淚 ～THANK YOU! DEAR MY FRIENDS～」和田中麗奈的「Rock的定義」後第四位成員擁有畢業獨唱曲。
- 「回首的美人」是一首結合舞蹈和演歌風格的樂曲，由九期成員譜久村聖、生田衣梨奈、鞘師里保、鈴木香音、十期成員飯窪春菜、石田亞佑美、佐藤優樹、工藤遙和十一期成員小田櫻主唱，送給畢業的道重沙由美的一首歡送歌。
- 此單曲有6個版本，分別有「初回生產限定盤A - D」和「通常盤A - B」。「初回生産限定盤A」收錄了「TIKI BUN」的PV；「初回生産限定盤B」收錄了「Shabadabadoo～」的PV；「初回生產限定盤C」收錄了「回首的美人」的PV；「初回生產限定盤D」收錄了「TIKI BUN」的PV和單曲製作花絮（Making）。
- 「TIKI BUN」收錄在早安少女組。'14於10月29日發行的原創專輯「14章 ～The message～」，而「Shabadabadoo～」和「回首的美人」並沒有收錄於該原創專輯。
- 在10月27日於Oricon公信榜单曲週榜取得第2名。
- 此外，單曲是早安少女組。繼第56張單曲《穿越時空 超越宇宙 / Password is 0》後，第21張首週銷量超過10萬張的單曲，亦是第28張銷量10萬以上的單曲（13.5+萬張）。

## 收錄内容

### CD
1. TIKI BUN
（作詞、作曲：淳君  編曲：大久保薫）
2. Shabadabadoo～
（作詞、作曲：淳君  編曲：田中直）
3. 回首的美人
（作詞：石原信一  作曲：弦哲也  編曲：鈴木俊介）
4. TIKI BUN (Instrumental)
5. Shabadabadoo～ (Instrumental)
6. 回首的美人 (Instrumental)

### DVD

#### 初回生產限定盤A
1. TIKI BUN（MV）

#### 初回生產限定盤B
1. Shabadabadoo～（MV）

#### 初回生產限定盤C
1. 回首的美人（MV）

#### 初回生產限定盤D
1. TIKI BUN（Dance Shot Ver.）
2. TIKI BUN（Making Video）